# Groupe de NGC 3900
Le groupe de NGC 3900 est un trio de galaxies situé dans la constellation du Lion. La distance moyenne entre ce groupe et la Voie lactée est d'environ 31,2 Mpc (∼102 millions d'al). 

## Membres
Le tableau ci-dessous liste les trois galaxies du groupe indiquées dans l'article de A.M. Garcia paru en 1993.
| Nom      | Class.       | Type                  | α (J2000.0)   | δ (J2000.0) | Vitesse radiale (km/s) | m    | Distance (Mpc) | Diamètre (kal) |
| -------- | ------------ | --------------------- | ------------- | ----------- | ---------------------- | ---- | -------------- | -------------- |
| NGC 3900 | SA(r)0+      | Lenticulaire          | 11h 49m 09.4s | 27° 01′ 19″ | 1800 ± 2               | 11,4 | 31,0 ± 2,2     | 88             |
| NGC 3912 | SAB(s)b? pec | Spirale intermédiaire | 11h 50m 04.4s | 26° 28′ 45″ | 1788 ± 2               | 12,4 | 30,9 ± 2,2     | 48             |
| UGC 6791 | Scd          | Spirale               | 11h 49m 23.6s | 26° 44′ 30″ | 1854 ± 1               | 14,5 | 31,8 ± 2,3     | 63             |

Le site DeepskyLog permet de trouver aisément les constellations des galaxies mentionnées dans ce tableau ou si elles ne s'y trouvent pas, l'outil du site constellation permet de le faire à l'aide des coordonnées de la galaxie. Sauf indication contraire, les données proviennent du site NASA/IPAC. 